# Kaserne für das I. Bataillon des 6. Rheinischen Infanterie-Regiments Nr. 68

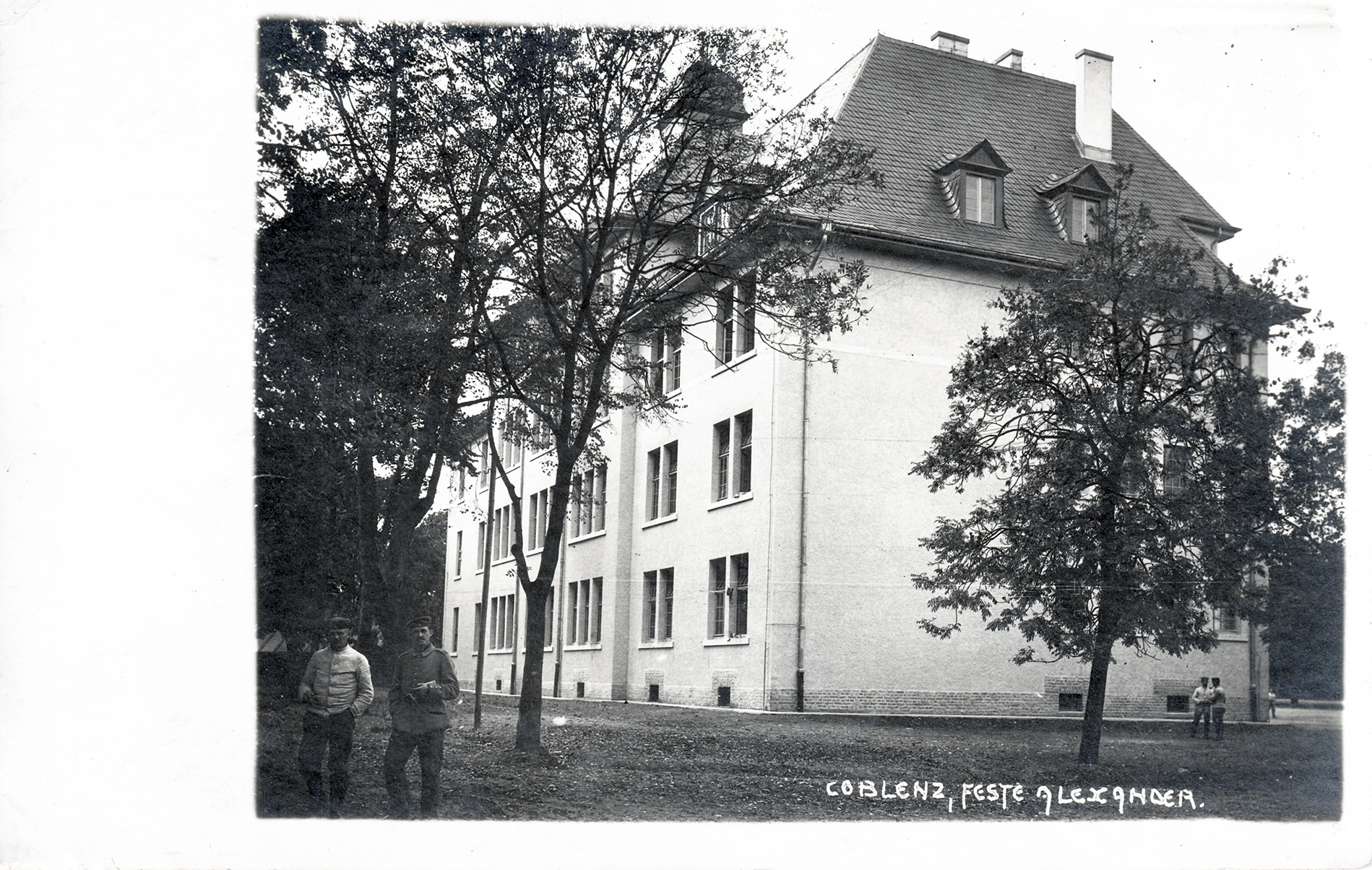
Das Mannschaftsgebäude der Kaserne in der Feste Kaiser Alexander, nach 1914

Die Kaserne für das I. Bataillon des 6. Rheinischen Infanterie-Regiments Nr. 68 war eine Kaserne im Innenhof der Feste Kaiser Alexander in Koblenz, von der heute noch ein Mannschaftshaus (Julius-Wegeler-Schule), die Reithalle (Kirche St. Beatus) und das Wirtschaftsgebäude (Grundschule am Löwentor) erhalten sind.

## Geschichte

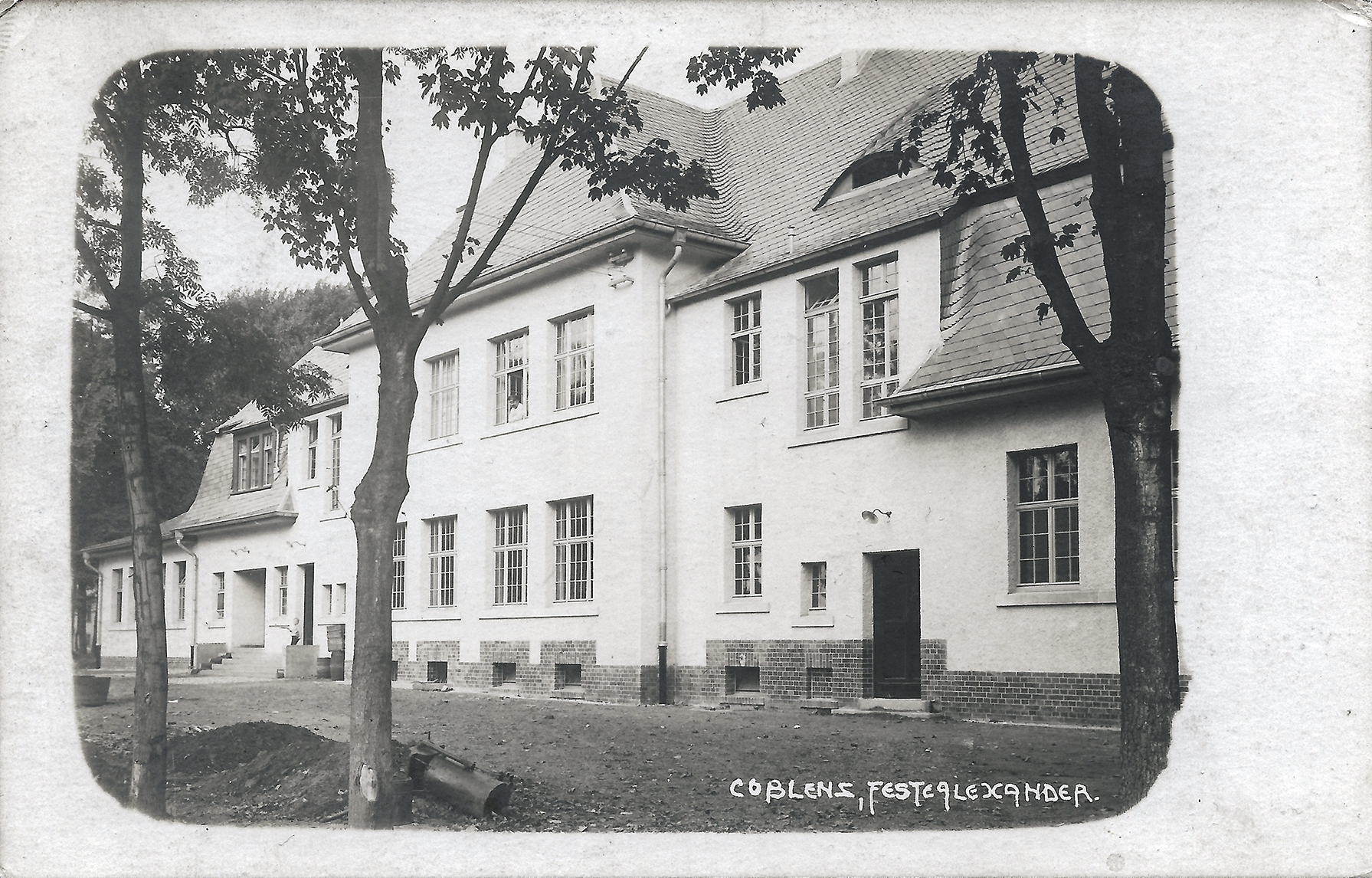
Das Wirtschaftsgebäude der Kaserne in der Feste Kaiser Alexander, nach 1914

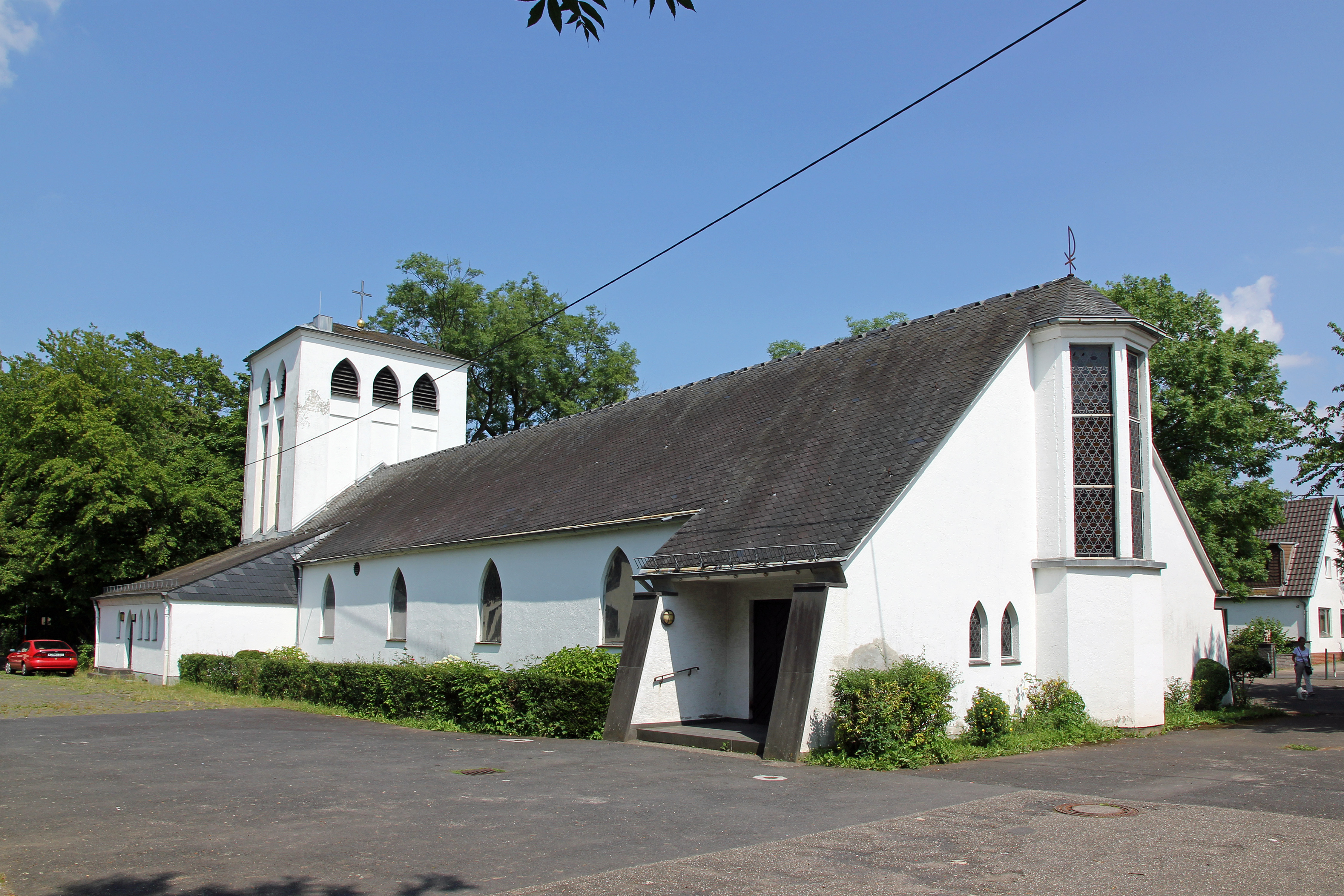
Die ehemalige Reithalle, heute Kirche St. Beatus, 2013

Bereits 1889 wurde in der Nähe des Reduits der Feste Kaiser Alexander eine zweistöckige Fachwerkkaserne für das I. und II. Bataillon des Königin Augusta Garde-Grenadier-Regiment Nr. 4 errichtet, die Platz für zwei Kompanien bot. Zu dem Kasernement gehörte außerdem ein Wirtschaftsgebäude sowie eine Exerzierhalle. Nach dem Abzug des Regiments 1893 übernahm das 6. Rheinische Infanterie-Regiment Nr. 68 die Kasernengebäude, dessen I. Bataillon im Reduit der Feste untergebracht war. Die Fachwerkkaserne wurde zunächst mit der achten Kompanie und ab 1909 mit einer neu aufgestellten Maschinengewehr-Abteilung belegt. In Ergänzung der bestehenden Bauwerke kamen im gleichen Jahr noch eine Waffenmeisterei, ein Fahrzeugschuppen und ein Pferdestall bzw. eine Reithalle hinzu. 1914 folgte der Bau eines weiteren Mannschaftshauses für die zweite Kompanie und eines Stabshauses.
Nach dem Ersten Weltkrieg wurde die Feste Kaiser Alexander zunächst von der amerikanischen Besatzung requiriert, während in der Fachwerkkaserne und in der Waffenmeisterei Privatwohnungen eingerichtet wurden. Nach dem Juni 1922 wurde das 151. französische Infanterie-Regiment von Oberschlesien nach Koblenz versetzt und bezog dort die Kasernen auf der Karthause. Die in der Kaserne leben deutschen Familien mussten auf die Feste Kaiser Franz umsiedeln, worauf die Kaserne vermutlich vollständig an die neue französische Besatzung überging. Das Wirtschaftsgebäude war möglicherweise ab 1923 mit der Musikeinheit des Regiments belegt. Im Zuge des Abzugs des 151. Regiments aus Koblenz, der im Herbst 1929 begann und mit dem Abtransport des letzten Bataillons Soldaten des Regiments am 30. November abgeschlossen war, wurde die Requirierung der Kaserne aufgehoben.
Gemäß den Bestimmungen des Versailler Vertrags musste die Kaserne nach der Räumung entweder abgebrochen oder einer zivilen Nutzung zugeführt werden. Während die Exerzierhalle vermutlich Anfang der 1930er-Jahre abgerissen wurde, gingen die restlichen Gebäude 1933 an die Stadt Koblenz über, die diese und das Reduit an den Vorläufer des späteren Reichsarbeitsdienstes übergab. Noch 1944 wurde das Wirtschaftsgebäude umgebaut, um dort die Grundschule Karthause unterzubringen, die hier bis Ende 1944 verlieb und nach der Beseitigung der Kriegsschäden 1949 wieder einzog. Noch heute ist dort die Grundschule am Löwentor untergebracht. Erhalten blieben auch die Reithalle, die seit 1948 die Kirche St. Beatus beherbergt, sowie das 1914 erbaute Mannschaftshaus für die zweite Kompanie, das heute zur Julius-Wegeler-Schule gehört. Nicht mehr vorhanden sind dagegen die Fachwerkkaserne und die Waffenmeisterei, in der zuletzt ein katholisches Studentenwohnheim untergebracht war.